# Massive Attack
Massive Attack – angielski zespół muzyczny, wykonujący muzykę trip hop. Uważany za najważniejszego wykonawcę tego gatunku. Jeden z bardziej znanych brytyjskich zespołów pierwszej połowy lat 90. Przez ponad 10 lat miał trzech stałych członków oraz wielu współpracowników. Obecnie Massive Attack tworzy duet – Robert del Naja, znany jako 3D, oraz Grant Marshall, znany jako Daddy G.

## Historia
Gruntem dla założenia zespołu był duży soundsystem o nazwie Wild Bunch działający w Bristolu. Jego członkowie mieszali bardzo wiele gatunków muzycznych, co dało o sobie znać w dziełach Massive Attack. Podczas występów Wild Bunch w różnych klubach Bristolu dojrzewała idea muzyczna, a także poznawali się ludzie, którzy stworzyli potem najważniejsze grupy należące do gatunku trip-hop lub inaczej Bristol sound: Portishead, Sneaker Pimps, Morcheeba. W tym czasie założyciele Massive Attack poznali też twórców dubu i reggae – Mad Professora i Horace’a Andy’ego, których wpływ jest bardzo widoczny na dwóch pierwszych albumach, i z którymi w późniejszym okresie współpracowali.
Za datę powstania zespołu uważa się rok 1987, kiedy dwaj członkowie Wild Bunch – Andrew Vowles „Mushroom” i Grant Marshall „Daddy G” zaangażowali się w tworzenie muzyki wraz z malarzem graffiti o ksywie 3D – Robertem del Naja.

### Blue Lines
Pierwszy singel zatytułowany „Daydreaming” ukazał się w 1990. Następny, wydany w 1991 „Safe from Harm”, odniósł pewien komercyjny sukces. W tym samym roku grupa wydała swój pierwszy album, Blue Lines. Dużą popularność zyskał utwór „Unfinished Sympathy”, w którym gościnnie zaśpiewała Shara Nelson. W MTV popularny był teledysk do tego utworu, przedstawiający wokalistkę idącą ulicami Los Angeles, nakręcony jednym ujęciem kamery, tzw. master shot.

### Protection
W 1994 ukazała się druga płyta, zatytułowana Protection. Sharę Nelson, która rozpoczęła solową karierę, zastąpiła Tracey Thorn, wokalistka alterpopowego zespołu Everything but the Girl. Zaśpiewała dwa utwory (tytułowy i „Better Things”). Druga z wokalistek obecnych na tym albumie – Nicolette Suwoton – zaśpiewała w „Three” i „Sly”. W dwóch kolejnych „Spying Glass” i „Light My Fire” pojawił się Horace Andy. W „Karmacoma” oraz „Eurochild” rapowali del Naja, Daddy G oraz Tricky. Dwa utwory na albumie, „Weather Storm” i „Heat Miser”, to utwory instrumentalne.
W 1995 roku wydany został album No Protection Mad Professora. Są to dubowe przeróbki każdej z kompozycji z Protection.

### Mezzanine
Trzeci album, zatytułowany Mezzanine, ukazał się w 1998 roku. Jest to ostatnia produkcja, którą swoimi nazwiskami firmuje trójka założycieli zespołu. Tym razem wokalistką, która brała udział w nagraniu, została Elizabeth Fraser, znana z Cocteau Twins, zespołu, którego brzmienie (szczególnie LP Garlands) odcisnęło się bardzo wyraźnie na Mezzanine, jak i następnych płytach MA. Odegrała ogromną rolę w przygotowywaniu nagrań, zaśpiewała w trzech z nich, w tym w „Teardrop”. W utworze „Dissolved Girl” wystąpiła natomiast brytyjska wokalistka Sarah Jay. Album charakteryzuje częste użycie gitar bądź gitarowych sampli (szczególnie w „Risingson”). Był to zresztą jeden z powodów, dla których wkrótce po wydaniu Mezzanine zespół opuścił Vowles, niezadowolony z kierunku ewolucji muzyki MA.
Dwa utwory z tego albumu zostały użyte w ścieżkach dźwiękowych do filmów: „Dissolved Girl” w Matrix, a „Angel” m.in. w Snatch, Pi i Stay. Utwór „Teardrop” znajduje się także w czołówce popularnego serialu Dr House.

### 100th Window
Czwarty album wydany przez Massive Attack ukazał się w lutym 2003 roku. Za jego formę odpowiedzialni są Robert del Naja oraz Neil Davidge, który współpracował z zespołem podczas nagrywania poprzedniego wydawnictwa (z 3D znał się znacznie wcześniej). Wokalistką śpiewającą w trzech utworach jest Sinéad O’Connor.
W 2004 Del Naja przygotował cały soundtrack do filmu Danny the Dog.
13 marca 2006 zespół wraz z Terrym Callierem wydał nowy singel – „Live with me”, który promował dwupłytową składankę z najlepszymi utworami z poprzednich płyt – Collected (wydaną 27 marca 2006).

### Splitting The Atom
5 października 2009 ukazało się EP Splitting the Atom. Zawiera 4 utwory, z czego dwa z nich to remiksy, dostępne wyłącznie w wersji cyfrowej lub w wersji dla koneserów, jako płyta winylowa. W utworach pojawiają się w stałym składzie: 3D, Daddy G oraz Horace Andy. Gościnnie zaśpiewali Martina Topley-Bird, Tunde Adebimpe, wokalista TV on the Radio, oraz Guy Garvey.

### Heligoland
8 lutego 2010 ukazał się piąty studyjny album Massive Attack, zatytułowany Heligoland. W nagraniach wzięli udział Hope Sandoval i Damon Albarn. W przyszłości planowane jest wydanie EP z utworami, które nie zmieściły się na płycie.

## Skład
- Robert Del Naja (3D)
- Grant Marshall (Daddy G)
- Andrew Vowles (Mushroom)

### Wokaliści
- Horace Andy – wszystkie albumy
- Tricky – Blue Lines, Protection
- Andy Bryan – Blue Lines (Just Be Thankful...)
- Shara Nelson – Blue Lines
- Tracey Thorn – Protection
- Nicolette – Protection
- Elizabeth Fraser – Mezzanine (Teardrop)
- Sarah Jay – Mezzanine (Dissolved Girl...)
- Sinéad O’Connor – 100th Window
- Terry Callier – Live with Me
- Damon Albarn – 100th Window, Heligoland
- Martina Topley-Bird – Splitting the Atom, Heligoland
- Tunde Adebimpe – Splitting the Atom, Heligoland
- Guy Garvey – Splitting the Atom, Heligoland

## Dyskografia

### Albumy
| UK:  | 2× platyna |
| FRA: | 2× złoto   |

| UK:  | platyna |
| FRA: | złoto   |
| SWI: | złoto   |
| EU:  | platyna |

| UK:  | platyna    |
| AUS: | platyna    |
| BEL: | platyna    |
| CAN  | złoto      |
| FRA: | 2× złoto   |
| SWI: | platyna    |
| EU:  | 2× platyna |

| UK:  | srebro |
| AUS: | złoto  |
| BEL: | złoto  |
| CAN: | złoto  |
| SWI: | złoto  |

| POL: | złoto |

### Kompilacje
| Rok                            | Album                                                                                     | Pozycja na liście | Pozycja na liście | Pozycja na liście | Pozycja na liście | Pozycja na liście | Pozycja na liście | Pozycja na liście | Pozycja na liście | Certyfikaty                                                                                      |
| Rok                            | Album                                                                                     | UK                | AUS               | AUT               | BEL               | FIN               | NZ                | SWI               | US                | Certyfikaty                                                                                      |
| ------------------------------ | ----------------------------------------------------------------------------------------- | ----------------- | ----------------- | ----------------- | ----------------- | ----------------- | ----------------- | ----------------- | ----------------- | ------------------------------------------------------------------------------------------------ |
| 1998                           | Singles 90/98 - Data: 7 grudnia 1998 - Wydawca: Circa/Virgin (#95443) - Format: 11xCD box | –                 | –                 | –                 | –                 | –                 | –                 | –                 | –                 |                                                                                                  |
| 2006                           | Collected - Data: 27 marca 2006 - Wydawca: Virgin - Format: CD/DVD DualDisc               | 2                 | 19                | 13                | 1                 | 8                 | 3                 | 4                 | 198               | \| UK: \| platyna[12] \| \| BEL: \| złoto[27] \| \| FRA: \| złoto[28] \| \| SWI: \| złoto[29] \| |
| „–” pozycja była nie notowana. |                                                                                           |                   |                   |                   |                   |                   |                   |                   |                   |                                                                                                  |
| UK:                            | platyna                                                                                   |                   |                   |                   |                   |                   |                   |                   |                   |                                                                                                  |
| BEL:                           | złoto                                                                                     |                   |                   |                   |                   |                   |                   |                   |                   |                                                                                                  |
| FRA:                           | złoto                                                                                     |                   |                   |                   |                   |                   |                   |                   |                   |                                                                                                  |
| SWI:                           | złoto                                                                                     |                   |                   |                   |                   |                   |                   |                   |                   |                                                                                                  |

### Minialbumy
| Rok  | Album                                                                                                | Pozycja na liście | Pozycja na liście |
| Rok  | Album                                                                                                | UK                | SWI               |
| ---- | --- | ----------------- | ----------------- |
| 1992 | Massive Attack EP - Data: luty 1992 - Wydawca: Circa (#664698) - Format: CD                          | 27                | 35                |
| 2009 | Splitting the Atom - Data: październik 2009 - Wydawca: Virgin - Format: Download/12" single/Promo CD | 64                | 68                |
| 2016 | Ritual Spirit - Data: styczeń 2016 - Wydawca: Virgin - Format: Download/12" single/ CD               | –                 | –                 |

### Single
| Rok                            | Tytuł                             | Pozycja na liście | Pozycja na liście | Pozycja na liście | Pozycja na liście | Pozycja na liście | Pozycja na liście | Pozycja na liście | Pozycja na liście | Album        |
| Rok                            | Tytuł                             | UK                | AUS               | AUT               | BEL               | FIN               | NZ                | SWI               | US                | Album        |
| ------------------------------ | --------------------------------- | ----------------- | ----------------- | ----------------- | ----------------- | ----------------- | ----------------- | ----------------- | ----------------- | ------------ |
| 1990                           | „Daydreaming”                     | 81                | –                 | –                 | –                 | –                 | –                 | –                 | –                 | Blue Lines   |
| 1991                           | „Unfinished Sympathy”             | 13                | –                 | –                 | –                 | –                 | –                 | 9                 | –                 | Blue Lines   |
| 1991                           | „Safe from Harm”                  | 25                | –                 | 23                | –                 | –                 | –                 | 15                | –                 | Blue Lines   |
| 1992                           | „Be Thankful for What You’ve Got” | –                 | 49                | –                 | –                 | –                 | –                 | –                 | –                 | Blue Lines   |
| 1994                           | „Sly”                             | 24                | –                 | –                 | –                 | –                 | –                 | –                 | –                 | Protection   |
| 1995                           | „Protection”                      | 14                | –                 | –                 | –                 | –                 | 27                | –                 | –                 | Protection   |
| 1995                           | „Karmacoma”                       | 28                | –                 | –                 | –                 | –                 | 19                | –                 | –                 | Protection   |
| 1997                           | „Risingson”                       | 11                | –                 | –                 | 43                | 13                | 30                | –                 | –                 | Mezzanine    |
| 1998                           | „Teardrop”                        | 10                | 16                | –                 | –                 | –                 | 19                | 78                | 110               | Mezzanine    |
| 1998                           | "Angel”                           | 30                | –                 | –                 | –                 | –                 | 33                | –                 | –                 | Mezzanine    |
| 1999                           | „Inertia Creeps”                  | –                 | –                 | –                 | –                 | –                 | 16                | –                 | –                 | Mezzanine    |
| 2003                           | „Special Cases”                   | 15                | –                 | –                 | –                 | –                 | –                 | –                 | –                 | 100th Window |
| 2003                           | „Butterfly Caught”                | –                 | –                 | –                 | –                 | –                 | –                 | –                 | –                 | 100th Window |
| 2006                           | „Live with Me”                    | 17                | –                 | 58                | –                 | –                 | –                 | 64                | –                 | Collected    |
| 2006                           | „False Flags”                     | 158               | –                 | –                 | –                 | –                 | –                 | –                 | –                 | Collected    |
| 2009                           | „Splitting the Atom”              | 64                | 74                | –                 | –                 | –                 | –                 | 68                | –                 | Heligoland   |
| 2009                           | „Psyche” (Flash Treatment)        | –                 | –                 | –                 | 67                | –                 | –                 | –                 | –                 | Heligoland   |
| 2010                           | „Paradise Circus”                 | 117               | –                 | –                 | 33                | –                 | –                 | 41                | –                 | Heligoland   |
| 2016                           | „The Spoils”                      | –                 | –                 | –                 | –                 | –                 | –                 | –                 | –                 |              |
| „–” pozycja była nie notowana. |                                   |                   |                   |                   |                   |                   |                   |                   |                   |              |

### Pozostałe
| 1995                           | No Protection - Data: 17 lutego 1995 - Wydawca: Gyroscope (#6619) - Format: CD, LP   | 10 | 29 | –  |
| 2004                           | Danny the Dog - Data: 11 października 2004 - Wydawca: Virgin (#8737842) - Format: CD | 70 | –  | 92 |
| „–” pozycja była nie notowana. |                                                                                      |    |    |    |

## Teledyski
| Rok  | Tytuł                                | Reżyseria         |
| ---- | ------------------------------------ | ----------------- |
| 1990 | „Daydreaming”                        | Baillie Walsh     |
| 1991 | „Unfinished Sympathy”                | Baillie Walsh     |
| 1991 | „Safe from Harm”                     | Baillie Walsh     |
| 1991 | „Be Thankful for What You’ve Got”    | Baillie Walsh     |
| 1994 | „Sly”                                | Stéphane Sednaoui |
| 1995 | „Protection”                         | Michel Gondry     |
| 1995 | „Karmacoma”                          | Jonathan Glazer   |
| 1997 | „Risingson”                          | Walter Stern      |
| 1998 | „Teardrop”                           | Walter Stern      |
| 1998 | „Angel”                              | Walter Stern      |
| 1999 | „Inertia Creeps”                     | W.I.Z.            |
| 2003 | „Special Cases” (Version 1)          | H5                |
| 2003 | „Special Cases” (Version 2)          | H5                |
| 2003 | „Butterfly Caught”                   | Daniel Levi       |
| 2006 | „Live With Me”                       | Jonathan Glazer   |
| 2006 | „Live With Me” (performance version) | Jonathan Glazer   |
| 2006 | „False Flags”                        | Paul Gore         |
| 2009 | „Splitting the Atom”                 | Baillie Walsh     |